# Coppa delle Alpi 1973
La Coppa delle Alpi 1973 è stata la tredicesima edizione del torneo. Vi hanno partecipato le squadre del campionato francese e svizzero.
Ad aggiudicarsi la competizione fu il Servette, che vinse 1-0 la finale disputata contro il Losanna.

## Squadre partecipanti
- Basilea
- Bordeaux
- Losanna
- Metz
- Servette
- Sion
- Stade Reims
- Strasburgo

## Fase a gironi

### Gruppo A
| Squadra #1 | Ris. | Squadra #2 |
| ---------- | ---- | ---------- |
| Losanna    | 2-2  | Bordeaux   |
| Sion       | 1-0  | Metz       |
| Sion       | 2-1  | Bordeaux   |
| Losanna    | 1-0  | Metz       |
| Bordeaux   | 0-1  | Losanna    |
| Metz       | 4-0  | Sion       |
| Bordeaux   | 5-0  | Sion       |
| Metz       | 1-2  | Losanna    |

| Squadra     | Punti | G | V | N | P | GF | GS | DR |
| ----------- | ----- | - | - | - | - | -- | -- | -- |
| 1. Losanna  | 7     | 4 | 3 | 1 | 0 | 6  | 3  | +3 |
| 2. Bordeaux | 4     | 4 | 1 | 1 | 2 | 8  | 5  | +3 |
| 3. Sion     | 4     | 4 | 2 | 0 | 2 | 3  | 10 | -7 |
| 4. Metz     | 3     | 4 | 1 | 0 | 3 | 5  | 4  | +1 |

### Gruppo B
| Squadra #1  | Ris. | Squadra #2  |
| ----------- | ---- | ----------- |
| Strasburgo  | 1-2  | Servette    |
| Stade Reims | 4-1  | Basilea     |
| Strasburgo  | 1-1  | Basilea     |
| Stade Reims | 4-1  | Servette    |
| Servette    | 3-1  | Strasburgo  |
| Basilea     | 3-1  | Stade Reims |
| Basilea     | 2-0  | Strasburgo  |
| Servette    | 4-0  | Stade Reims |

| Squadra        | Punti | G | V | N | P | GF | GS | DR |
| -------------- | ----- | - | - | - | - | -- | -- | -- |
| 1. Servette    | 7     | 4 | 3 | 0 | 1 | 10 | 6  | +4 |
| 2. Stade Reims | 6     | 4 | 2 | 0 | 2 | 9  | 9  | 0  |
| 3. Basilea     | 5     | 4 | 2 | 1 | 1 | 7  | 6  | +1 |
| 4. Strasburgo  | 1     | 4 | 0 | 1 | 3 | 3  | 8  | -5 |

## Finale
| Ginevra 29 giugno 1973                        | Servette  | 1 – 0 | Losanna |  |
| \| \| \| \| \| Pfister 50’ \| Marcatori \| \| |           |       |         |  |
|                                               |           |       |         |  |
| Pfister 50’                                   | Marcatori |       |         |  |